# Rail&Fly

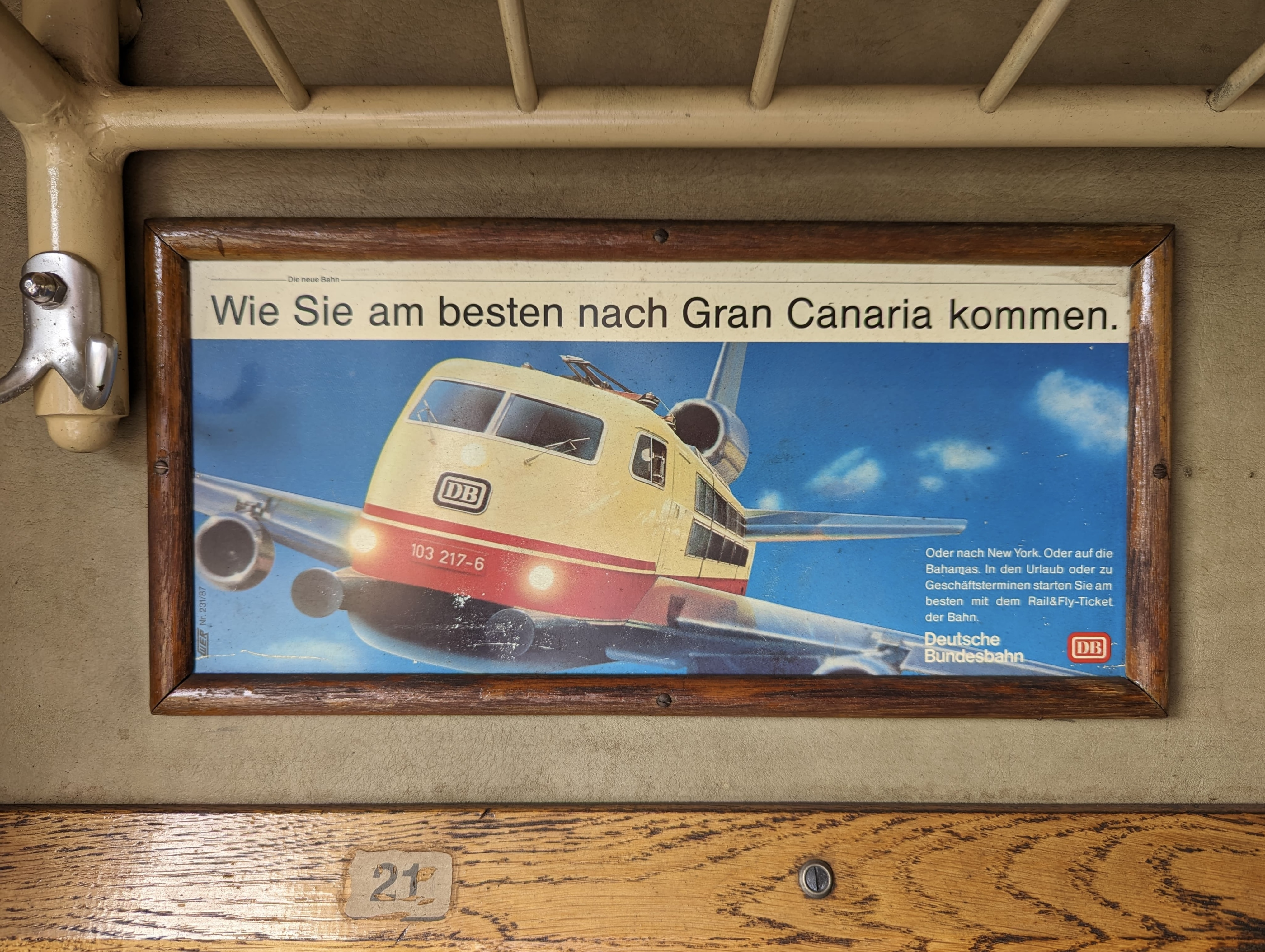
Historische Werbung für Rail&Fly (1987)

Rail&Fly ist ein Angebot der Deutschen Bahn in Kooperation mit verschiedenen Fluggesellschaften. Es ermöglicht Flugreisenden, die von/an einem Flughafen in Deutschland, Basel oder Salzburg abfliegen beziehungsweise landen, kostenlos oder für einen Festpreis von/zu jedem Bahnhof der Deutschen Bahn auf direkter Strecke zum/vom Flughafen reisen zu können. Folgende Produkte sind zu unterscheiden:
- Rail&Fly gilt an den Flugtagen sowie am Vortag des Abflugtages und am Tag nach der Rückkehr auf allen Strecken in/aus Richtung des aufgedruckten Flughafens.
- Bei Rail&Fly Flex muss sich der Reisende vor Abfahrt auf einer ihm mitgeteilten Website auf einen der beiden o. g. Geltungstage (inkl. Folgetag bis 10 Uhr) festlegen. Zudem ist die Eingabe des Abfahrtbahnhofs und Auswahl einer konkreten Verbindung nötig. Es können aber am Geltungstag auch andere Züge genutzt werden, die auf der angegebenen Strecke fahren.[1][2] Die Rückfahrt vom Flughafen kann auch zu einem anderen Bahnhof gebucht werden.

Dieses Angebot kann nur zusammen mit einer internationalen Flugreise bei der Fluggesellschaft oder beim Reiseveranstalter gebucht werden. Viele, aber nicht alle Fluggesellschaften bieten Rail&Fly an. Direkt bei der Deutschen Bahn ist das Angebot für Fluggäste nicht erhältlich.
Bei Buchung eines Flugtickets der Economy-Klasse werden üblicherweise Rail&Fly-Tickets der 2. Wagenklasse, bei Business- oder First-Class-Tickets der 1. Klasse ausgestellt. Bei Buchung einer Rail&Fly-Fahrkarte in der 1. Klasse ist die Sitzplatzreservierung automatisch inklusive. Zusätzlich erhält der Reisende mit der 1. Klasse Fahrkarte Zugang zur DB Lounge.
IATA-Code ist QYG für „Railway Germany“. Bei einigen Fluggesellschaften, Reisebuchungsportalen und entsprechenden Metasuchmaschinen  kann ein Rail&Fly-Ticket nur gebucht werden, indem QYG als Start- bzw. Ziel-„Flughafen“ angegeben wird. Der eigentliche Flughafen ist dann ein Umsteigepunkt, während Rail&Fly oft als einstündiger Platzhalter-„Flug“ mit World Ticket (IATA-Airline-Code W2) oder der Deutschen Bahn (2A) dargestellt wird. Hat der Fluggast das gebuchte Bahn-Ticket nicht erhalten, muss er dieses im Internet anfordern, wofür er den von der Fluggesellschaft oder dem Reiseveranstalter mitgeteilten Buchungsode benötigt.

## Geschichte
1992 nutzten mehr als eine Million Flugreisende das Angebot. Im November 1992 beteiligten sich 34 Fluggesellschaften an dem Angebot.
Ab 1. Februar 1995 wurden 110 DM für Entfernungen bis zu 300 Kilometern berechnet, bei längeren Distanzen 159 DM (1. Klasse: 165 bzw. 239 DM). Bis zu vier Mitfahrer konnten dabei, unabhängig von der Entfernung, für 69 DM bzw. 99 DM (1. Klasse) mitgenommen werden, vier- bis elfjährige Kinder für 20 bzw. 30 DM (1. Klasse).
Im Jahr 2013 nutzten 2,5 Millionen Passagiere die Angebote Rail&Fly und Rail Inclusive Tours.
Das Angebot wurde 2015 von 76 Fluggesellschaften und 26 Reiseveranstaltern angeboten. 2014 nutzten mehr als 1,5 Millionen Menschen das Angebot.
Mitte 2022 nutzten rund 50 Fluggesellschaften das Produkt.